# 馬亞克 (頓內茨克區)
47°57′55″N 38°01′52″E / 47.96528°N 38.03111°E
馬亞克（烏克蘭語：Маяк）是位於乌克兰東部顿涅茨克州顿涅茨克区马基伊夫卡市镇的鎮。自2014年被俄羅斯入侵後一直被占領，按俄行政規劃是頓內茨克人民共和國的市級鎮。
該鎮於1996年成為市級鎮，2017年人口為1180人。

## 人口統計
根據 2001年烏克蘭人口普查，鎮民的母語分配如下：
- 乌克兰语：14.7%
- 俄语：84.9%
- 其他：0.4%